# Saint-Georges-de-Chesné
Saint-Georges-de-Chesné (bretonisch: Sant-Jord-Kadeneg; Gallo: Saent-Jord-de-Chiesnae) ist eine Ortschaft und eine Commune déléguée in der französischen Gemeinde Rives-du-Couesnon mit 702 Einwohnern (Stand: 1. Januar 2022) im Département Ille-et-Vilaine in der Region Bretagne. 
Die Gemeinde Saint-Georges-de-Chesné wurde am 1. Januar 2019 mit Saint-Jean-sur-Couesnon, Saint-Marc-sur-Couesnon und Vendel zur Commune nouvelle Rives-du-Couesnon zusammengeschlossen. Sie gehörte zum Arrondissement Fougères-Vitré und zum Kanton Fougères-1.

## Geographie
Saint-Georges-de-Chesné liegt etwa 34 Kilometer nordöstlich von Rennes am Flüsschen Général, das hier noch Rivière de Billé genannt wird. Umgeben wurde die Gemeinde Saint-Georges-de-Chesné von den Nachbargemeinden Vendel im Norden, Billé im Nordosten und Osten, Combourtillé im Osten und Südosten, Mecé im Süden, Saint-Aubin-du-Cormier im Südwesten sowie Saint-Jean-sur-Couesnon im Westen.

## Bevölkerungsentwicklung
| Jahr                       | 1962 | 1968 | 1975 | 1982 | 1990 | 1999 | 2006 | 2013 |
| Einwohner                  | 505  | 457  | 417  | 410  | 396  | 386  | 514  | 667  |
| Quellen: Cassini und INSEE |      |      |      |      |      |      |      |      |

## Sehenswürdigkeiten
- Kirche Saint-Georges aus dem 15./16. Jahrhundert
- Herrenhaus Le Molan aus dem 17. Jahrhundert

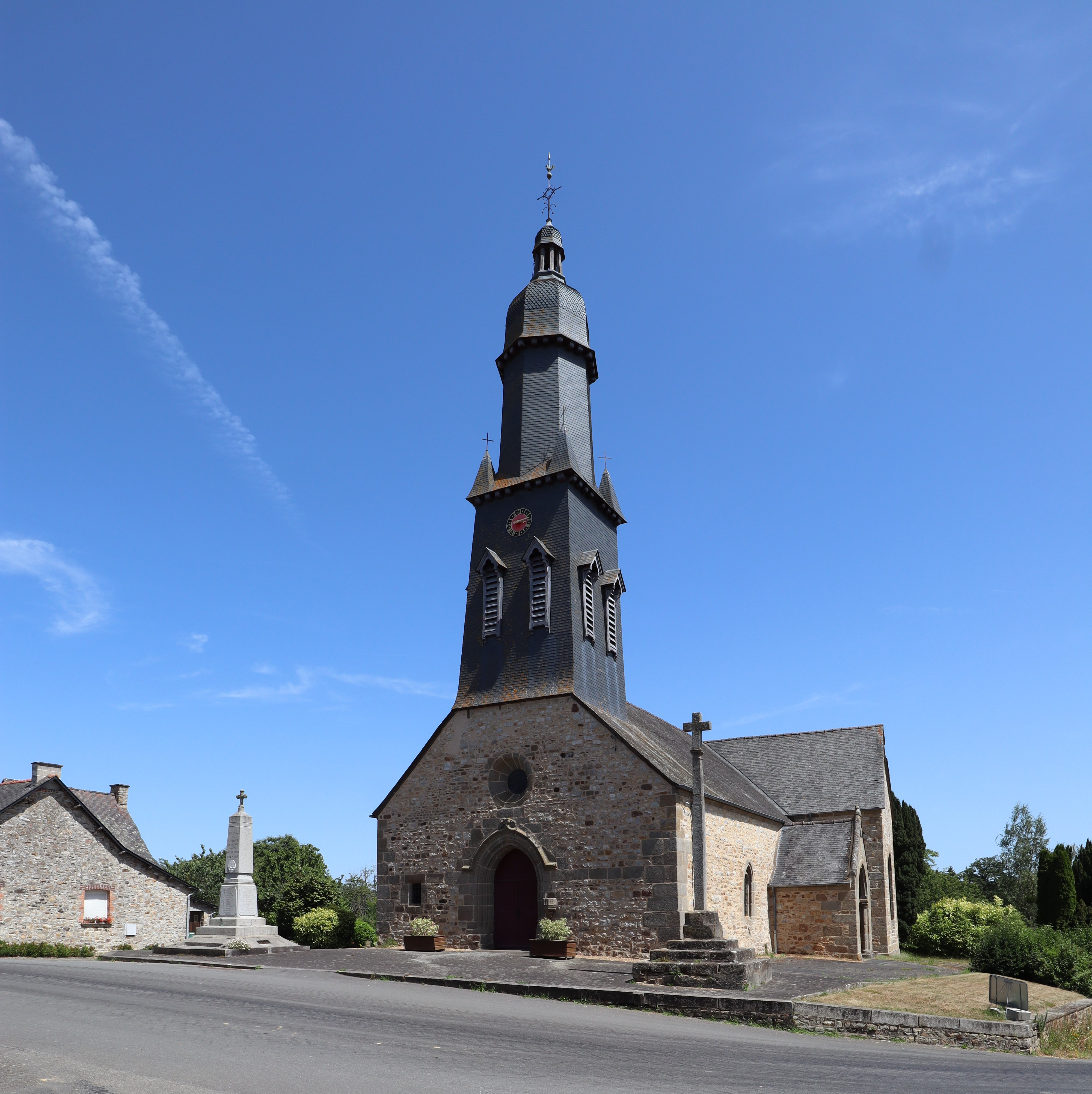
Kirche Saint-Georges

## Gemeindepartnerschaft
Mit der französischen Gemeinde Saint-Georges im Département Lot-et-Garonne besteht seit 2008 eine Partnerschaft.